# Eutelia chalybsa
Eutelia chalybsa är en fjärilsart som beskrevs av George Francis Hampson 1891. Eutelia chalybsa ingår i släktet Eutelia och familjen nattflyn. Inga underarter finns listade i Catalogue of Life.